# Eryk Glipping
Eryk V Glipping (Klipping) (ur. 1249, zm. 22 listopada 1286) – król Danii w latach 1259–1286, syn Krzysztofa I i Małgorzaty Sambirii, zamordowany w 1286. Jego żoną była Agnieszka (zm. 1304) córka Jana I margrabiego Brandenburgii z dynastii askańskiej (jej drugim mężem po śmierci Eryka V został Gerhard II hrabia Holsztynu).
Ponieważ Eryk na tron wstąpił w wieku 10 lat, faktycznie do roku 1264 rządy w jego imieniu sprawowała jego matka Małgorzata Sambiria.
Eryk rozpoczął swoje panowanie zaangażowaniem się w politykę Szwecji, gdzie o tron walczyli Magnus i Waldemar Birgersson. Eryk popierał raz jednego, raz drugiego; w 1277 nawet zapuścił się ze swoimi wojskami w głąb Szwecji. Była to kosztowna polityka; aby ją sfinansować Eryk zdewaluował monetę Danii – stąd jego przydomek Glipping (z duń. at klippe – obciąć, tu: wartość). Król zadłużył się też u kościoła.
Ta polityka finansowa spowodowała niezadowolenie możnych w kraju. W 1282 r. zmusili oni króla do dorocznych spotkań (tzw. danehoffer) na których wspólnie decydowano o polityce Danii. Król musiał też podpisać prawo, na mocy którego zrzekał się części władzy na rzecz danehof. Prawo to można uważać za pierwszą formę konstytucji Danii.